# 수치 예보

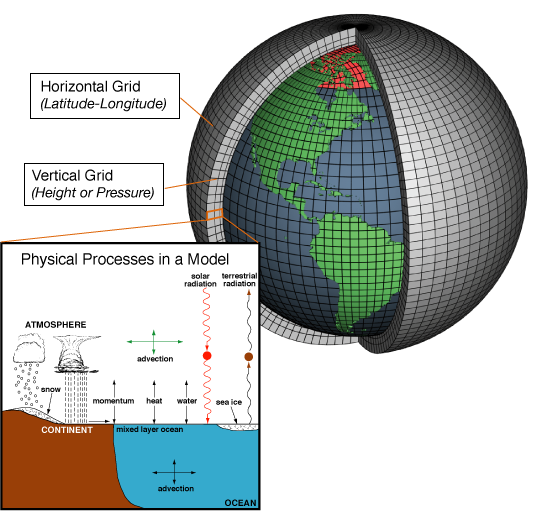

수치 예보(數値豫報, numerical weather prediction, NWP)는 역학(力學)과 열역학(熱力學)의 법칙을 종합한 대기 물리법칙을 이용하여 계산에 의해 날씨를 예보하는 방법을 말한다. 역학적 열역학의 방정식에 지형의 분포·기압분포·열분포를 넣어서 계산한다. 이 계산은 미분방정식을 미차(微差)로 바꾸어 놓고 몇 번이고 반복 연산(演算)을 할 필요가 있으므로 사람의 힘으로는 할 수 없었으나, 대형 전자 계산기가 나오게 되어 계산이 가능하게 되었다. 요즈음 한국의 기상청에서는 수치예보를 위해 극동아시아 모델, 한국 모델, 태풍 모델을 운영하여 여러 가지 예상 일기도를 작성하고, 이를 일기예보에 쓰고 있다.

## 내용
수치적 기상 예측은 대기와 해양의 수학적 모델을 사용하여 현재 기상 조건을 기반으로 날씨를 예측한다. 수치적 기상 예측은 1920년대에 처음 시도되었지만 1950년대 컴퓨터 시뮬레이션이 등장하고 나서야 현실적인 결과를 얻었다. 라디오존데, 기상 위성 및 기타 관측 시스템에서 중계된 현재 기상 관측을 입력으로 사용하여 전 세계 여러 국가에서 수많은 글로벌 및 지역 예측 모델이 실행된다.
동일한 물리적 원리를 기반으로 하는 수학적 모델을 사용하여 단기 일기 예보 또는 장기 기후 예측을 생성할 수 있다. 후자는 기후 변화를 이해하고 예측하는 데 널리 적용된다. 지역 모델의 개선으로 열대 저기압 경로 및 대기 질 예측이 크게 향상되었다. 그러나 대기 모델은 산불과 같이 상대적으로 제한된 지역에서 발생하는 처리 프로세스에서는 제대로 수행되지 않는다.
방대한 데이터 세트를 조작하고 현대 수치 기상 예측에 필요한 복잡한 계산을 수행하려면 세계에서 가장 강력한 슈퍼컴퓨터가 필요하다. 슈퍼컴퓨터의 성능이 향상됨에도 불구하고 수치 기상 모델의 예측 기술은 약 6일까지만 확장된다. 수치 예측의 정확성에 영향을 미치는 요소에는 수치 모델 자체의 결함과 함께 예측에 대한 입력으로 사용되는 관측치의 밀도 및 품질이 포함된다. 수치 예측의 오류 처리를 개선하기 위해 모델 출력 통계(MOS)와 같은 후처리 기술이 개발되었다.
보다 근본적인 문제는 대기를 설명하는 편미분 방정식의 혼란스러운 성격에 있다. 이러한 방정식을 정확하게 푸는 것은 불가능하며 시간이 지남에 따라 작은 오류가 증가한다(약 5일마다 두 배로 증가). 현재 이해되는 바는 이러한 혼란스러운 행동이 정확한 입력 데이터와 완벽한 모델을 사용하더라도 정확한 예측을 약 14일로 제한한다는 것이다. 또한 모델에 사용된 편미분 방정식은 태양 복사, 습윤 과정(구름 및 강수), 열 교환, 토양, 식생, 지표수 및 지형 효과에 대한 매개변수화로 보완되어야 한다. 수치 예측에 남아 있는 많은 양의 고유한 불확실성을 정량화하려는 노력의 일환으로 앙상블 예측은 1990년대부터 예측에 대한 신뢰도를 측정하는 데 도움을 주고 가능한 것보다 더 먼 미래에 유용한 결과를 얻기 위해 사용되었다. 이 접근 방식은 개별 예측 모델 또는 여러 모델을 사용하여 생성된 여러 예측을 분석한다.

## 같이 보기
- 수치모델링센터
- 한국형수치예보모델개발사업단